# 西大桥 (乌鲁木齐)

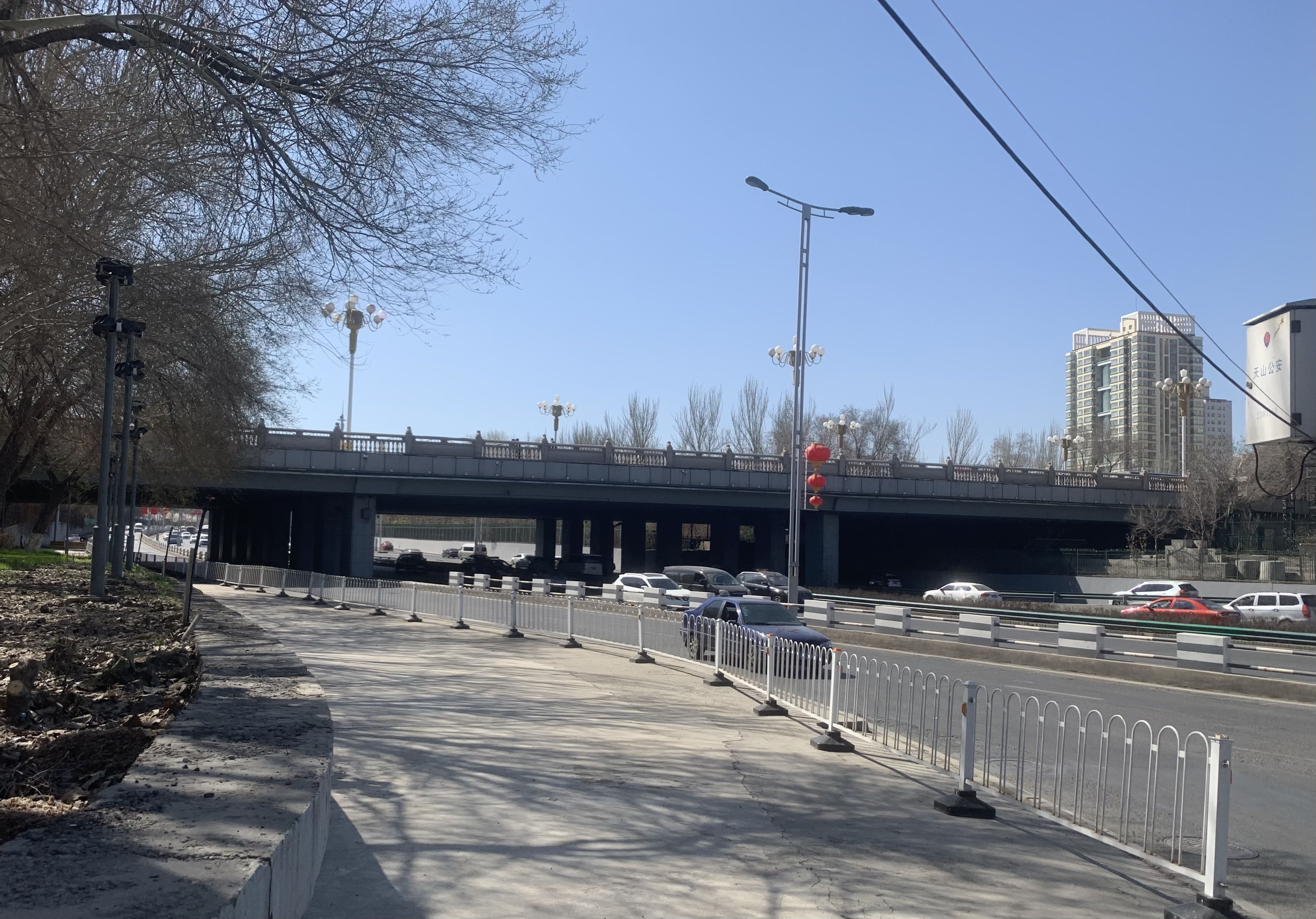
从河滩快速路看西大桥

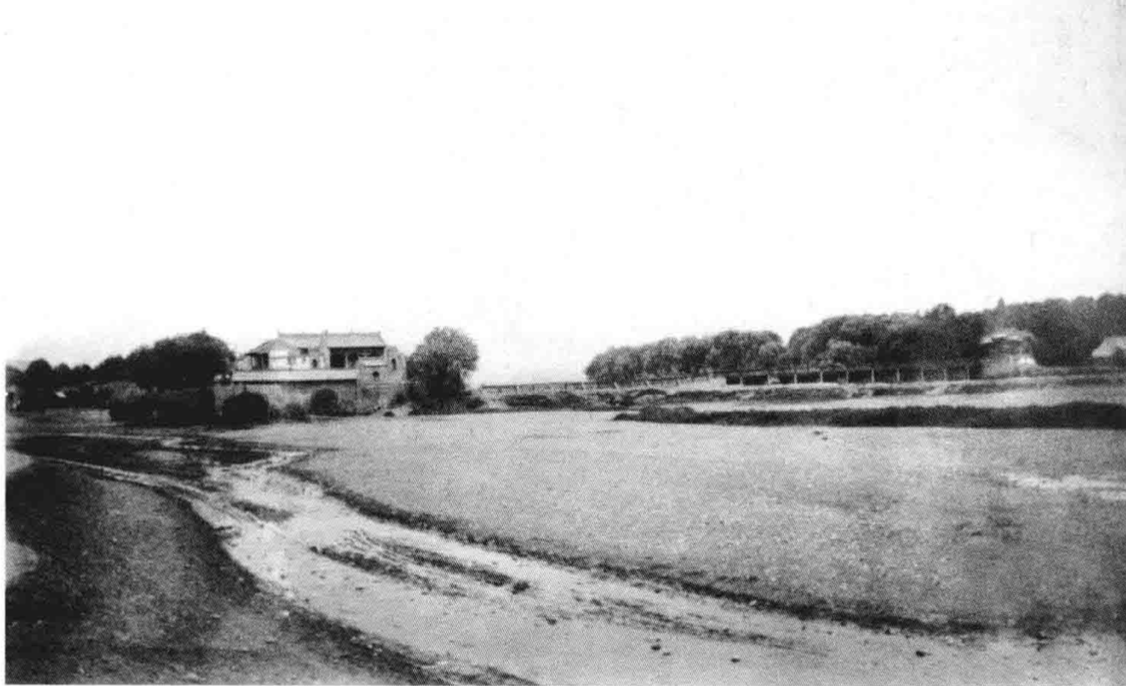
20世纪初的西大桥

西大桥（維吾爾語：غەربىي چوڭ كۆۋرۈك‎）是中华人民共和国新疆维吾尔自治区乌鲁木齐市连接天山区和沙依巴克区的立交桥。其前身可追溯到1763年的木桥，现在的西大桥修建于1996年。

## 交通
西大桥为东西走向，横跨河滩高速路（原乌鲁木齐河河道），连接乌鲁木齐东西城区（天山区和沙依巴克区）。友好路与光明路以西大桥为界，西为友好南路，东为光明路，光明路-新民西街-友好南路-新华北路交叉口位于桥东。乌鲁木齐人民公园与青山亭位于西大桥东西两端，均在桥南侧，红山公园位于桥北不远处。西大桥有以CCMALL时代广场、红山新世纪等商业中心形成的商圈。

## 历史
清政府刚开始治理新疆时，乌鲁木齐河上并没有桥梁，人畜渡河不得不涉水渡河。直到乾隆二十八年（1763年），乌鲁木齐总兵在如今西大桥一带修建了首座木桥，“虹桥”。这座桥成为后来联系迪化城与巩宁城联络的要道，然而虹桥并没有坚持多久便被洪水冲毁。此后新疆当局多次架设桥梁，但因工程简陋，桥梁多被冲垮。直到光绪三十二年（1906年），一座规模较大的木桥又横跨在乌鲁木齐河之上，该桥名为“巩宁桥”。这座巩宁桥坚持到了民国三年（1914年）因桥体不固而倒塌，不过次年修复了这座桥。民国七年（1918年），在原巩宁桥的基础上修建了规模更大的木桥，同样名为“巩宁桥”。这座桥两端设有牌坊并建有供行人休息赏水的“望河台”。然而这座桥仍是木榫桥梁，面对多次爆发洪水的乌鲁木齐河，这座巩宁桥最终于民国二十九年（1940年）被洪水摧毁。
20世纪40年代，迪化城地处西北国际交通线之上，承担着运输苏联等国援助中国抗日战争物资的任务。于是连接乌鲁木齐河两岸的桥梁成为了交通线要冲，所以民国二十九年（1940年），在巩宁桥南侧10米处，重新修建了长50米、宽10米、负荷10吨的3孔石墩木面桥。因为在迪化城西，这座桥被通称为“西大桥”。此桥的设计和建设由苏联归国华侨，回族木工王连升负责。这座桥坚持到了1953年8月4日，此时乌鲁木齐河发生洪灾，洪峰时洪水流量达360立方米每秒，洪峰摧毁了乌鲁木齐河上包括西大桥在内的多座桥梁，乌鲁木齐河两岸交通断绝。这座西大桥后被修复。
1959年4月，乌鲁木齐市人民政府决定将西大桥改建为钢筋混凝土结构的桥梁，此桥由铁道部第一铁路工程局桥梁队承建。这座桥于9月竣工并被正式命名为“西大桥”。这座桥长100余米、宽20米、3桥墩、4桥孔、每孔跨度22.2米，设计载重80吨。桥面铺沥青，两侧设有3米宽人行道，并设置有水泥桥栏。1965年，乌鲁木齐河上游被拦截，河水被引入和平渠，乌鲁木齐河道干涸，随后修建的河滩公路从西大桥下穿过，于是西大桥成为了分离式立交桥。20世纪60年代开始，乌鲁木齐市政府联合办公大楼、红山商场先后在西大桥两端修建而成，西大桥两侧逐渐成为了乌鲁木齐市的政治经济中心。1985年，乌鲁木齐“老八景”中的“长桥饮马”雕像矗立在西大桥东的街心花园中。1996年4月，乌鲁木齐市人民政府为改善交通状况，爆破拆除了这座西大桥。
新建的西大桥于1996年8月10日竣工通车。同样作为分离式立交桥的新西大桥，长140米，宽32米，下部结构为方型组合桥墩，上部为预应力组合箱梁及整浇桥面。西大桥主体工程由新疆维吾尔自治区交通厅路桥总公司承建。1999年，又在西大桥新添不锈钢栏杆及金属浮雕等装饰。2000年因城市交通的发展“长桥饮马”被迁离，后又回到西大桥下。2009年8月31日，西大桥扩建工程完工，此次扩建在西大桥的基础上向北拓宽17米，拓宽后总宽49米，为双向10车道。此次工程还吊装了寓意为“佑卫世间通衢，永固黎民平安”的两尊神兽雕像。西大桥两侧的友好商圈和新华北路商圈则成为乌鲁木齐市的中央商务区及金融中心。

## 图片
| - 从红山顶眺望乌鲁木齐，西大桥在右下角 - 从西大桥上看灯光秀（面向新华北路、光明路） - 西大桥上（面向友好南路） - 已被放置在西大桥不远的红山西路与河滩辅道交会处的“长桥饮马”雕像 |